# Кондаков (хутор)
Кондако́в — хутор в Константиновском районе Ростовской области России.
Входит в Стычновское сельское поселение.

## Население
| 2010 |
| ---- |
| 19   |

## Улицы
На хуторе имеется одна улица: Степная.

## Известные уроженцы
- Мельников, Сергей Фролович (1911—1944) — советский военнослужащий, подполковник, Герой Советского Союза.